# Cordão litoral

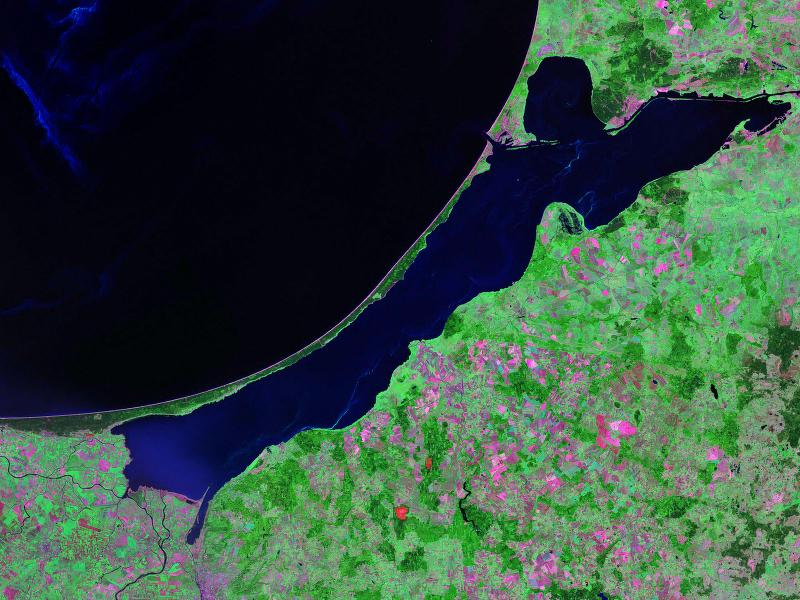
Imagem de satélite de cordão litoral e da laguna na fronteira entre a Polónia e a Rússia.

Um cordão litoral ou lido é um acidente que ocorre junto à costa, constituído por material heterogéneo, geralmente areias e seixos, resultante do desgaste da costa ou trazidos pelos cursos de água que desaguam no litoral, que se deposita quando a velocidade das correntes marítimas diminui devido à baixa profundidade de água.
Os cordões litorais paralelos à costa, comummente cordões litorais dunares, podem tomar a forma de ilhas barreira ou penínsulas, definindo lagunas no seu interior.
Quando o cordão litoral liga uma ilha pequena ao continente está-se perante um tômbolo.